# مدرسة تبريز الأولى للرسم
المدرسة التبريزية الأولى أو المدرسة الإيلخانية (القرنان السابع والثامن الهجريان) هي أول مدرسة إيرانية في التصوير تأسست في تبريز، ولهذا السبب سميت بالمدرسة التبريزية. تتزامن هذه المدرسة مع حكم الدولة الإلخانية المغولية في إيران، والتي جعلت من تبريز مركزًا لها. وتعتبر هذه المدرسة بمثابة بداية إدخال العناصر الصينية إلى مجال الرسم الإسلامي. وفي هذه الفترة كان أثّر الرسم الصيني على الرسامين الإيرانيين واضحًا. كانت مدرسة تبريز الأولى في فترة الإيلخانات تُقدم في الغالب على الطراز المغولي وأحيانًا على الطراز الرشيدي.
ومن مؤلفات هذه المدرسة كتاب منافع الحيوان لابن بختيشع (695هـ)، وجامع التواريخ للرشيدي (714هـ)، ومخطوط كليلة ودمنة الذي تنوعت فيه عناصر المناظر الطبيعية تنوعًا كبيرًا، ورسالة كتاب المعراج، وتاريخ جنكيزى، ومن منتجات ورش تبريز الأخرى شاهنامه المغول، التي نفذ رسومها التوضيحية عدد من الرسامين، ولم يبق منها اليوم إلا بضع صور متفرقة. في لوحات شاهنامه المغول، تمتزج التقاليد الإيرانية وبلاد ما بين النهرين ما قبل المغول مع تقاليد الشرق الأقصى. يمكن اعتبار شاهنامه المغول بمثابة ذروة تطور الرسم خلال فترة الإيلخانات. وقد صدرت أغلب هذه الكتب في الربع الرشيدي.

## السمات
إن الأشكال وطريقة تصوير الطبيعة، مثل رسم جذوع الأشجار الملتوية والمعقدة والصخور الحادة والتجاعيد في الملابس، متأثرة بالتقاليد البيزنطية، والسهول المقطوعة والسحب المتموجة، ومراعاة النسب، والدقة في رسم أجزاء النباتات والحيوانات، والمزيد من الحركة والتنقل في تصوير المشاهد، كلها تظهر في هذه المدرسة بدلاً من السلام والسكون الموجود في الرسم الإيراني التقليدي.
ومن ناحية أخرى، فإن استخدام الزخارف من الفن الإيراني، مثل الزخارف الهندسية للبلاط ، واعتبار العمارة الإيرانية المصدر الرئيسي للعمل وتمثيل الروح الوطنية، ينفي مجرد تقليد الفن الصيني.
مع قبول العناصر الجديدة التي أعطت أعمالهم مظهرًا جديدًا ومزيدًا من الحركة، مزج الفنانون الإيرانيون هذه العناصر بأسلوب الرسم الإيراني التقليدي بطريقة يصعب معها التمييز بين هذه العناصر الجديدة وسط تشابك الفن التقليدي. وفي الواقع، تم دمج هذه العناصر الجديدة على الطريقة الإيرانية تماماً؛ حتى لا يؤثر ذلك على استمرارية الرسم الإيراني. وفي هذه الفترة حدث حدثان مهمان في الرسم: الأول: بداية دخول العناصر الصينية إلى مجال الرسم الإيراني. ثانياً: خلق تقليد الورشة، فأصبح الفن متخصصاً، وأخذ كل فنان على عاتقه جزءاً من العمل. بدأت هذه الحادثة بإنشاء الربع الرشيدي الذي تم بناؤه بأمر من الخواجة رشيد الدين فضل الله.
ومن رسامي هذه الفترة أحمد موسى (فنان)، وأمير دولتيار ، ومولانا ولي الله، والكاتب محمد علي الطوسي.

## معرض الصور

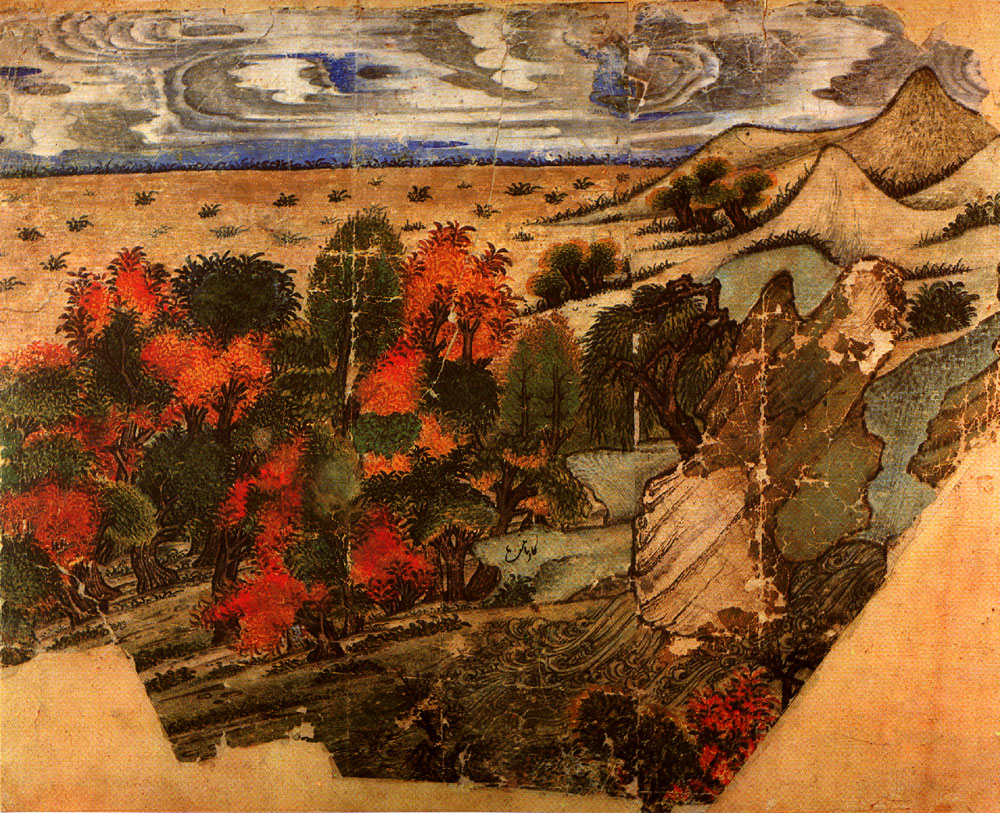
منظر طبيعي صيفي.
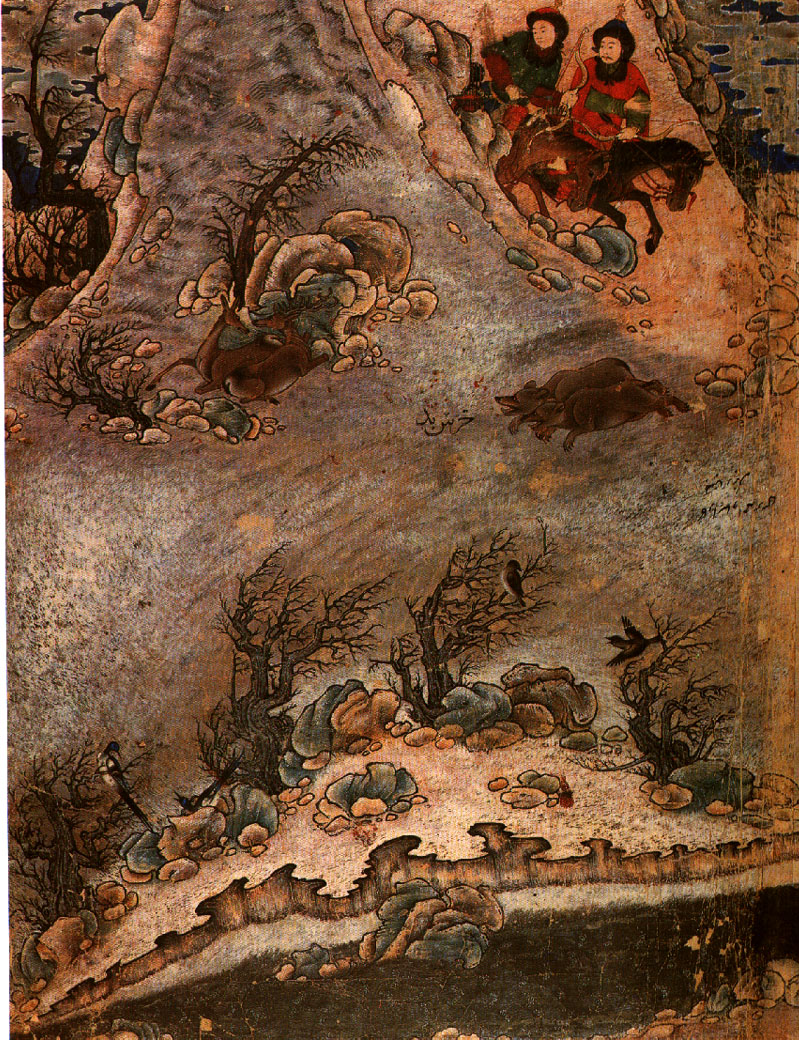
منظر طبيعي شتوي.
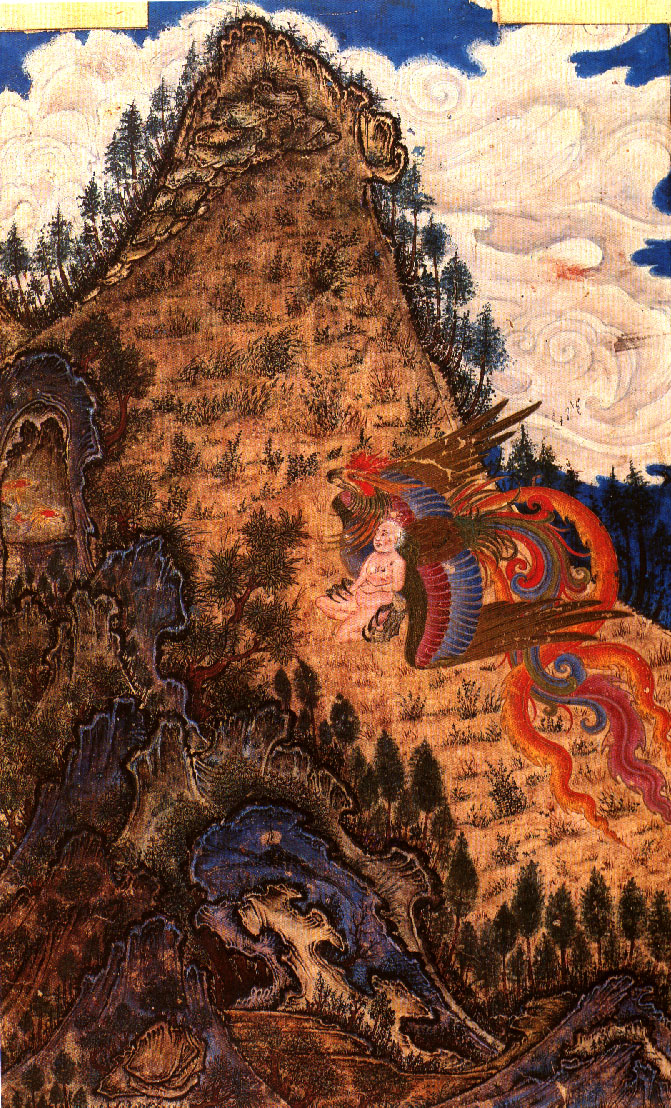
سيمرغ يختطف زال.
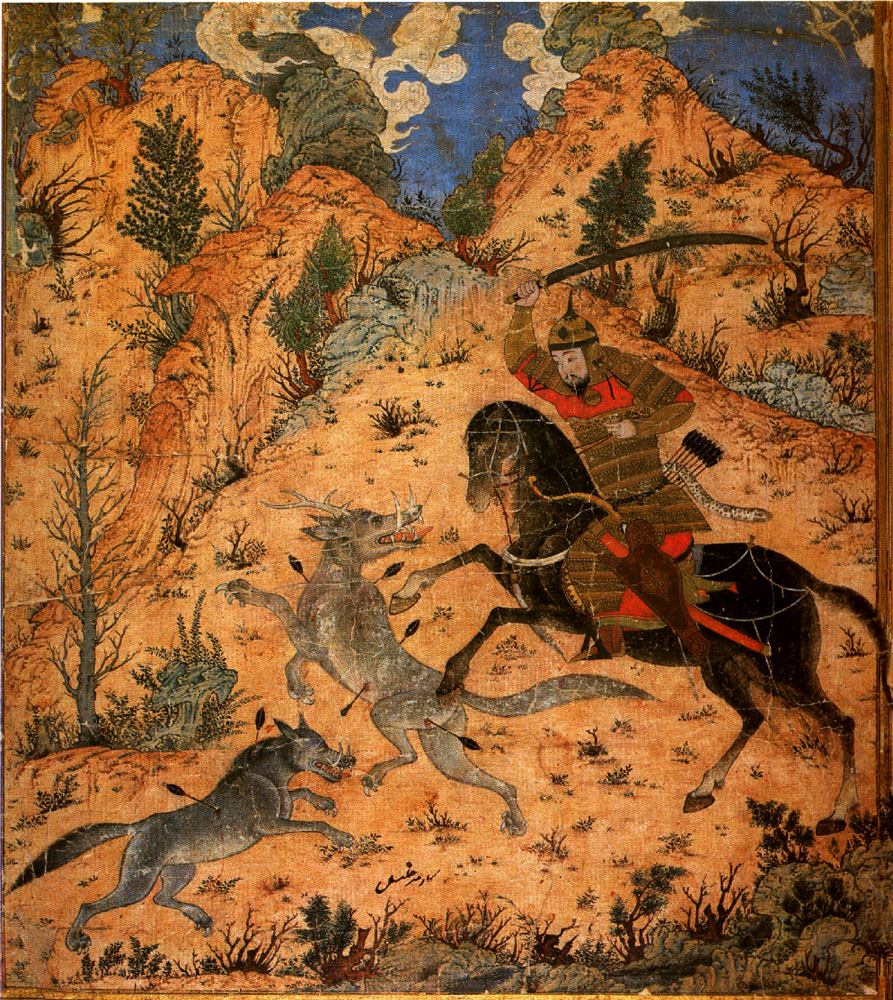
اسفنديار يحارب الذئاب.
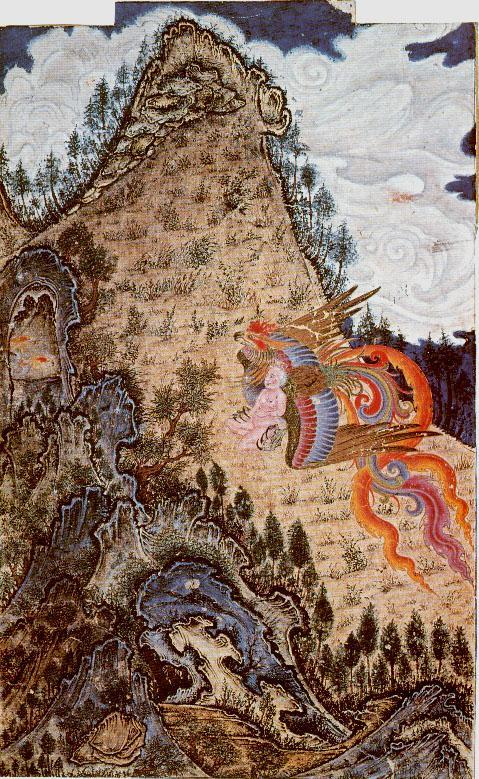
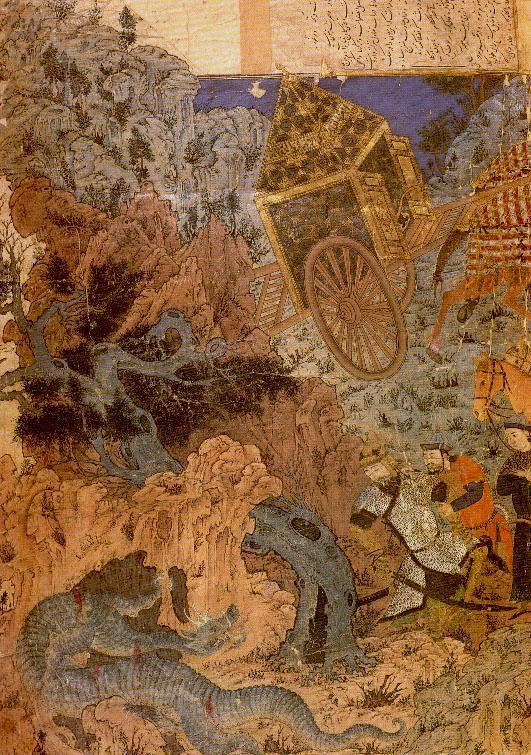
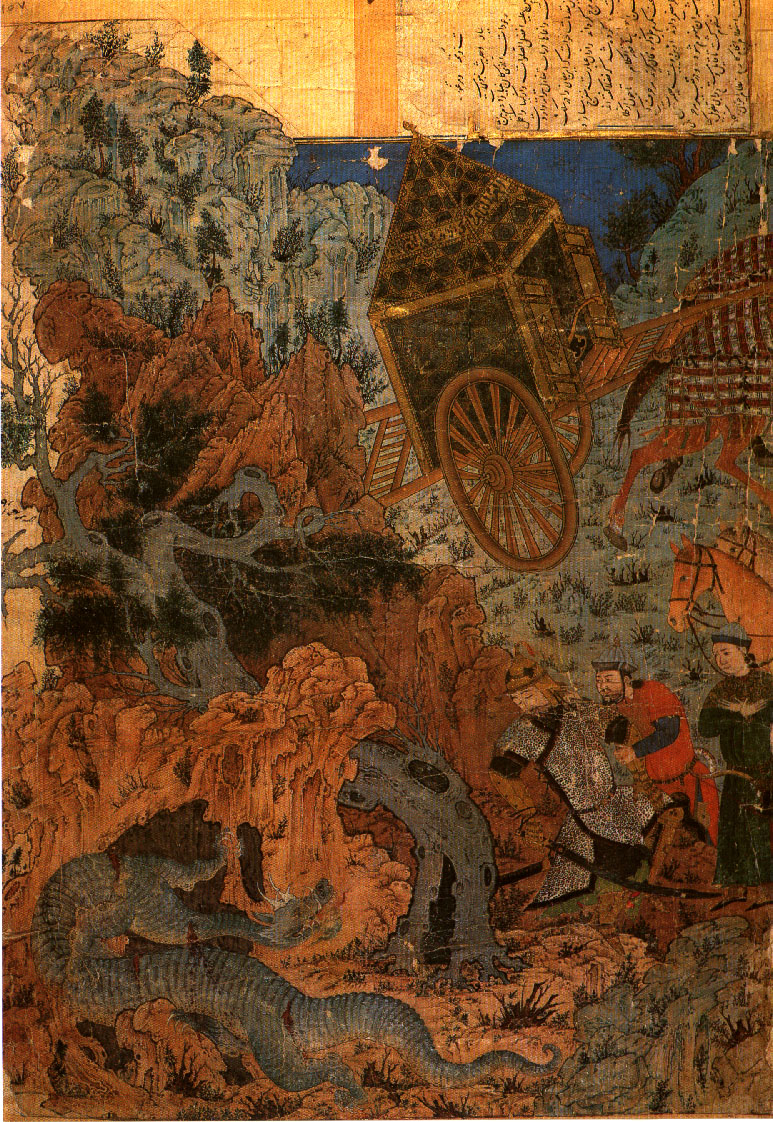
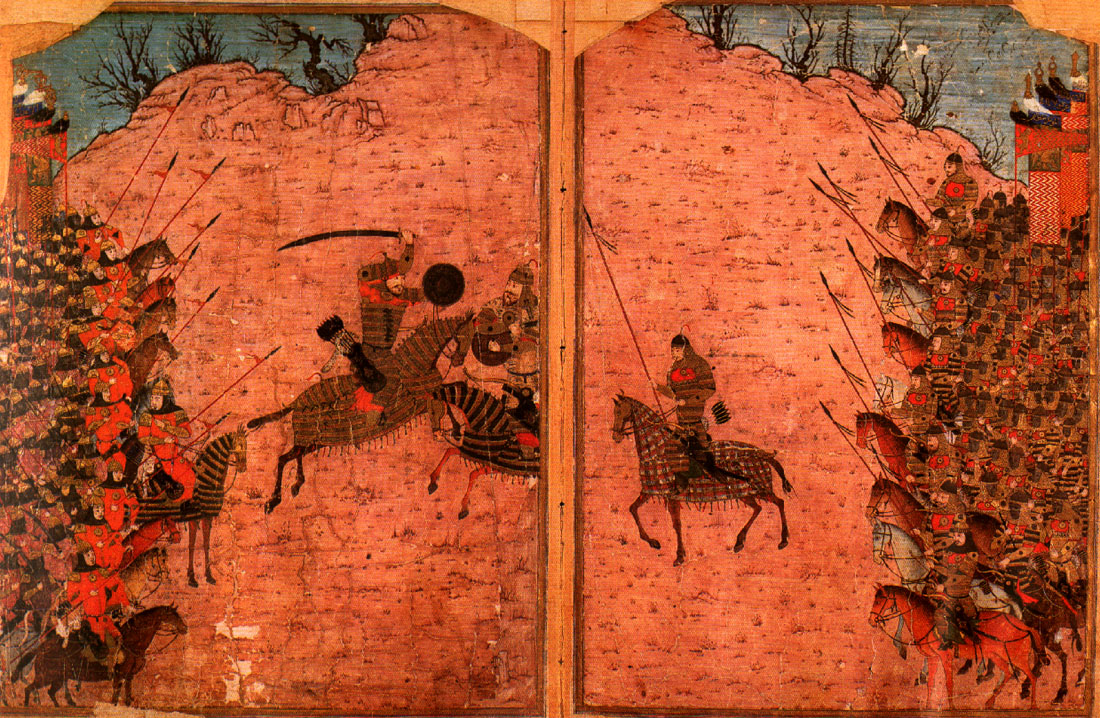
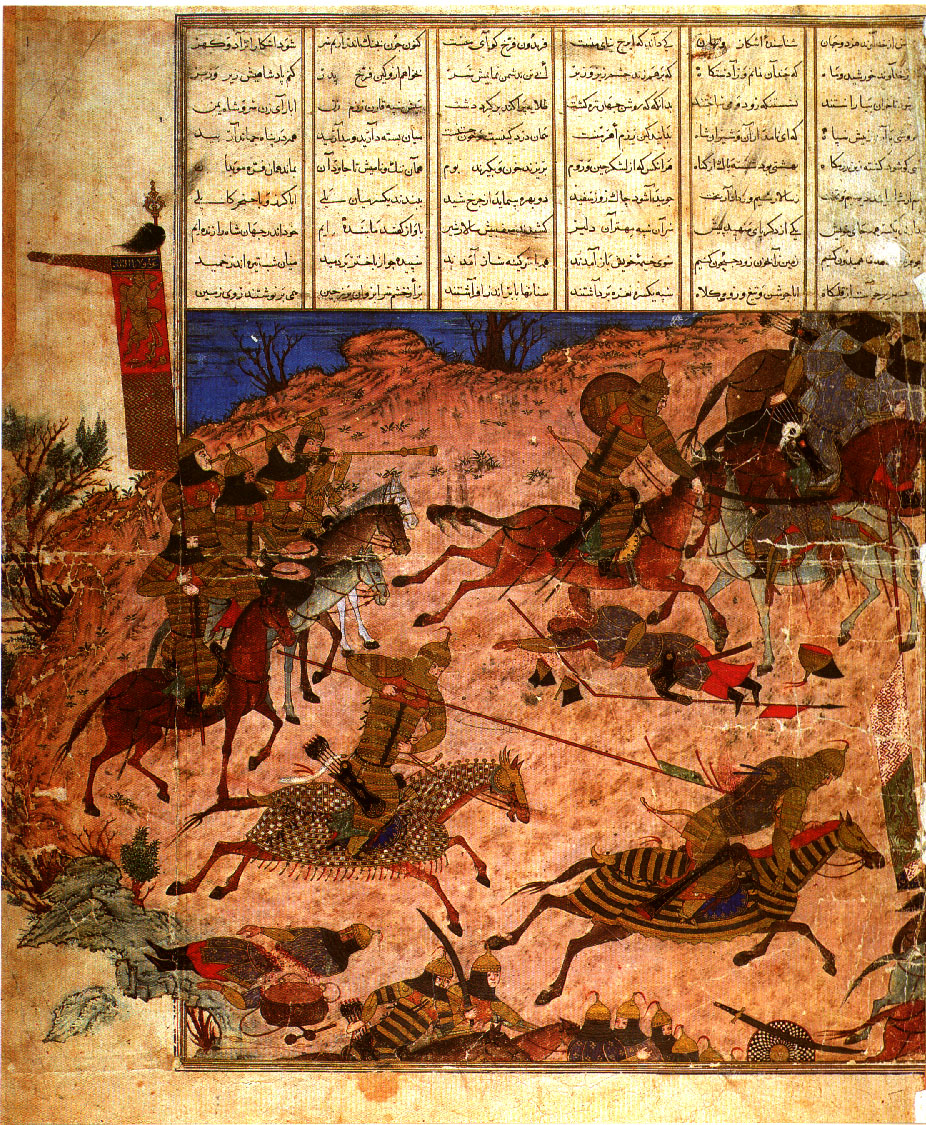
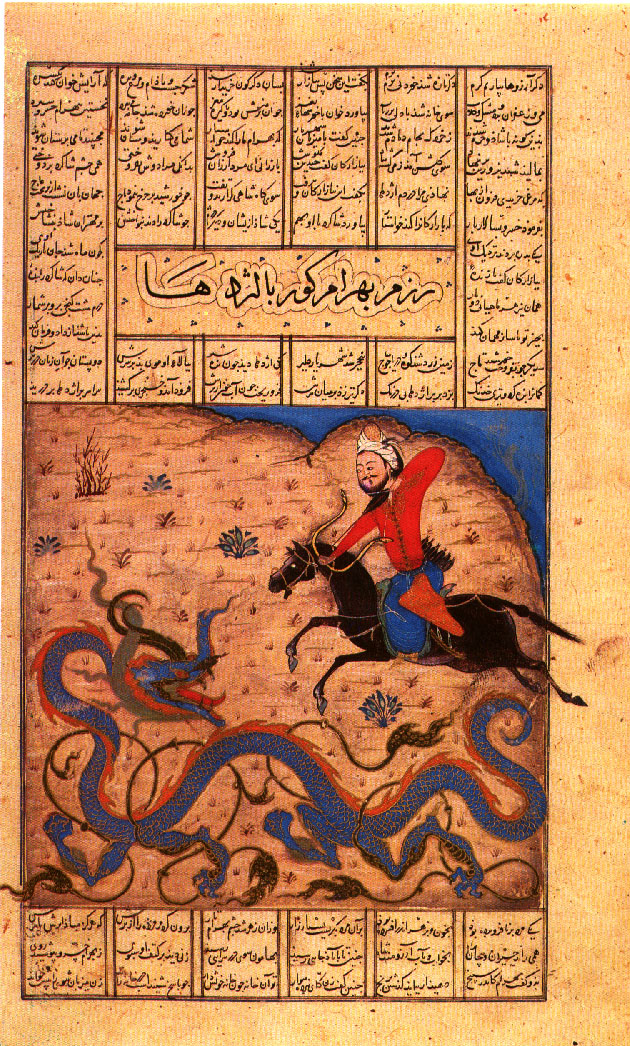

## طالع أيضًا
- منمنمة إيرانية

## موارد
1. ↑  نقاشی ایران از دیرباز تا امروز، رویین پاکباز، ص64
2. ↑  ذکرگو، صص۲۱–۲۸
3. ↑  آشنایی با مکتب تبریز، همشهری‌آنلاین، کد مطلب: ۱۴۰۱۴۰، زمان انتشار: سه‌شنبه ۲۱ تیر ۱۳۹۰ - ۰۸:۵۹:۰۷ نسخة محفوظة 2011-12-29 على موقع واي باك مشين.

- زكرغو، أمير حسين وآخرون، تاريخ الفن، منشورات مدرسة ، 2003
- محمدي، إيران ومنصور دوفالو، تاريخ الفن الإيراني، منشورات مدرسة، 2003
- نوري، نظام الدين، المدارس والأساليب والحركات الأدبية والفنية في العالم حتى نهاية القرن العشرين، 2007
- باكباز، الخراب، الرسم الإيراني من العصور القديمة إلى اليوم، منشورات زارين وسيمين، 2006
- مقالة عن مدرسة تبريز الأولى للرسم، مريم سليماني، موقع نكارهة نسخة محفوظة 21 أكتوبر 2020 على موقع واي باك مشين.